# Cixius unidentata
Cixius unidentata är en insektsart som beskrevs av Victor Antoine Signoret 1863. Cixius unidentata ingår i släktet Cixius och familjen kilstritar. Inga underarter finns listade i Catalogue of Life.